# Lista odcinków serialu Dynastia (2017)
Poniżej znajduje się lista odcinków serialu telewizyjnego „Dynastia” z 2017 roku” – emitowanego przez amerykańską stację telewizyjną The CW od 11 października 2017 roku. W Polsce serial dostępny jest na platformie Netflix.
| Sezon | Odcinki | Oryginalna emisja w CW | Oryginalna emisja w CW | Oryginalna emisja w Netflix | Oryginalna emisja w Netflix | Oryginalna emisja w Netflix |
| Sezon | Odcinki | Premiera sezonu        | Finał sezonu           | Premiera sezonu             | Finał sezonu                |                             |
| ----- | ------- | ---------------------- | ---------------------- | --------------------------- | --------------------------- | --------------------------- |
| 1     | 22      | 11 października 2017   | 11 maja 2018           | 12 października 2017        | 12 maja 2018                |                             |
| 2     | 22      | 12 października 2018   | 24 maja 2019           | 13 października 2018        | 25 maja 2019                |                             |
| 3     | 20      | 11 października 2019   | 8 maja 2020            |                             |                             |                             |

## Sezon 1 (2017-2018)
| Nr | #  | Tytuł                                    | Reżyseria           | Scenariusz                                      | Premiera w CW        | Premiera w Netflix                   |
| -- | -- | ---------------------------------------- | ------------------- | ----------------------------------------------- | -------------------- | ------------------------------------ |
| 1  | 1  | I Hardly Recognized You                  | Brad Silberling     | Josh Schwartz, Stephanie Savage, Sallie Patrick | 11 października 2017 | 12 października 2017                 |
| 2  | 2  | Spit It Out                              | Michael Allowitz    | Sallie Patrick                                  | 18 października 2017 | 19 października 2017, 5 grudnia 2018 |
| 3  | 3  | Guilt is for Insecure People             | Kellie Cyrus        | Ali Adler                                       | 25 października 2017 | 26 października 2017                 |
| 4  | 4  | Private as a Circus                      | Kevin Sullivan      | Jena Richman                                    | 1 listopada 2017     | 2 listopada 2017                     |
| 5  | 5  | Company Slut                             | Cherie Nolan        | Christopher Fife                                | 8 listopada 2017     | 9 listopada 2017                     |
| 6  | 6  | I Exist Only for Me                      | Lee Rose            | Kevin A. Garnett                                | 15 listopada 2017    | 16 listopada 2017                    |
| 7  | 7  | A Taste of Your Own Medicine             | Matt Earl Beesley   | Jay Gibson                                      | 29 listopada 2017    | 30 listopada 2017                    |
| 8  | 8  | The Best Things in Life                  | Pascal Verschooris  | Francisca X. Hu                                 | 6 grudnia 2017       | 7 grudnia 2017                       |
| 9  | 9  | Rotten Things                            | Brad Silberling     | Paul Sabbaga                                    | 13 grudnia 2017      | 14 grudnia 2017                      |
| 10 | 10 | A Well-Dressed Tarantula                 | Kenny Leon          | Adele Lim                                       | 17 stycznia 2018     | 18 stycznia 2018                     |
| 11 | 11 | I Answer to No Man                       | Steven A. Adelson   | Gladys Rodriguez                                | 24 stycznia 2018     | 25 stycznia 2018                     |
| 12 | 12 | Promises You Can't Keep                  | Matt Earl Beesley   | Jenna Richman                                   | 31 stycznia 2018     | 1 lutego 2018                        |
| 13 | 13 | Nothing But Trouble                      | Matt Earl Beesley   | Jenna Richman                                   | 7 lutego 2018        | 8 lutego 2018                        |
| 14 | 14 | The Gospel According to Blake Carrington | Dawn Wilkinson      | Francisca X. Hu, Paula Sabbaga                  | 9 marca 2018         | 10 marca 2018                        |
| 15 | 15 | Our Turn Now                             | Matt Earl Beesley   | Libby Wells                                     | 16 marca 2018        | 17 marca 2018                        |
| 16 | 16 | Poor Little Rich Girl                    | Kenny Leon          | Jenna Richman, Ali Adler                        | 23 marca 2018        | 24 marca 2018                        |
| 17 | 17 | Enter Alexis                             | Jeffrey W. Byrd     | Sallie Patrick, Christopher Fife                | 30 marca 2018        | 31 marca 2018                        |
| 18 | 18 | Don't Con a Con Artist                   | Carl Seaton         | Kevin A. Garnett, Paula Sabbaga                 | 6 kwietnia 2018      | 7 kwietnia 2018                      |
| 19 | 19 | Use or Be Used                           | Viet Nguyen         | Jake Coburn, Jay Gibson                         | 20 kwietnia 2018     | 21 kwietnia 2018                     |
| 20 | 20 | A Line from the Past                     | Pascal Verschooris  | Jenna Richman, Francisca X. Hu                  | 27 kwietnia 2018     | 28 kwietnia 2018                     |
| 21 | 21 | Trashy Little Tramp                      | Brandi Bradburn     | Christopher Fife, Kevin A. Garnett              | 4 maja 2018          | 5 maja 2018                          |
| 22 | 22 | Dead Scratch                             | Michael A. Allowitz | Sallie Patrick, Libby Wells                     | 11 maja 2018         | 12 maja 2018                         |

## Sezon 2 (2018-2019)
| Nr | #  | Tytuł                           | Reżyseria           | Scenariusz                              | Premiera w CW        | Premiera w Netflix   |
| -- | -- | ------------------------------- | ------------------- | --------------------------------------- | -------------------- | -------------------- |
| 23 | 1  | Twenty-Three Skidoo             | Matt Earl Beesley   | Sallie Patrick, Christopher Fife        | 12 października 2018 | 13 października 2018 |
| 24 | 2  | Ship of Vipers                  | Kenny Leon          | Josh Reims, Jenna Richman               | 19 października 2018 | 20 października 2018 |
| 25 | 3  | The Butler Did It               | Pascal Verschooris  | David M. Israel, Paula Sabbaga          | 26 października 2018 | 27 października 2018 |
| 26 | 4  | Snowflakes in Hell              | Mary Lou Belli      | Francisca X. Hu, Audrey Villalobos Karr | 2 listopada 2018     | 3 listopada 2018     |
| 27 | 5  | Queen of Cups                   | Jeffrey W. Byrd     | Kevin A. Garnett, Jay Gibson            | 9 listopada 2018     | 10 listopada 2018    |
| 28 | 6  | That Witch                      | Tessa Blake         | Josh Reims, Libby Wells                 | 16 listopada 2018    | 17 listopada 2018    |
| 29 | 7  | A Temporary Infestation         | Michael A. Allowitz | Jenna Richman                           | 30 listopada 2018    | 1 grudnia 2018       |
| 30 | 8  | A Real Instinct for the Jugular | Matt Earl Beesley   | David M. Israel, Francisca X. Hu        | 7 grudnia 2018       | 8 grudnia 2018       |
| 31 | 9  | Crazy Lady                      | Melanie Mayron      | Christopher Fife, Paula Sabbaga         | 21 grudnia 2018      | 22 grudnia 2018      |
| 32 | 10 | A Champagne Mood                | Michael A. Allowitz | Josh Reims, Kevin A. Garnett            | 18 stycznia 2019     | 19 stycznia 2019     |
| 33 | 11 | The Sight of You                | Matt Earl Beesley   | David M. Israel, Aubrey Villalobos Karr | 25 stycznia 2019     | 26 stycznia 2019     |
| 34 | 12 | Filthy Games                    | Geary McLeod        | Francisca X. Hu, Libby Wells            | 1 lutego 2019        | 2 lutego 2019        |
| 35 | 13 | Even Worms Can Procreate        | Viet Nguyen         | Christopher Fife, Jay Gibson            | 8 lutego 2019        | 9 lutego 2019        |
| 36 | 14 | Parisian Legend Has It...       | Pascal Verschooris  | Sallie Patrick, Jenna Richman           | 15 marca 2019        | 16 marca 2019        |
| 37 | 15 | Motherly Overprotectiveness     | Brandi Bradburn     | David M. Israel, Paula Sabbaga          | 22 marca 2019        | 23 marca 2019        |
| 38 | 16 | Miserably Ungrateful Men        | Jeff Byrd           | Garrett Oakley, Bryce Schramm           | 29 marca 2019        | 30 marca 2019        |
| 39 | 17 | How Two-Faced Can You Get       | Joanna Kerns        | Christopher Fife, Kevin A. Garnett      | 19 kwietnia 2019     | 20 kwietnia 2019     |
| 40 | 18 | Life is a Masquerade Party      | Jeff Byrd           | Josh Reims, Aubrey Villalobos Karr      | 26 kwietnia 2019     | 27 kwietnia 2019     |
| 41 | 19 | This Illness of Mine            | Matt Earl Beesley   | Francisca X. Hu, Jay Gibson             | 3 maja 2019          | 4 maja 2019          |
| 42 | 20 | New Lady In Town                | Elodie Keene        | David M. Israel                         | 10 maja 2019         | 11 maja 2019         |
| 43 | 21 | Thicker Than Money              | Ken Fink            | Jenna Richman, Kevin A. Garnett         | 17 maja 2019         | 18 maja 2019         |
| 44 | 22 | Deception, Jealousy, and Lies   | Michael Allowitz    | Christopher Fife, Paula Sabbaga         | 24 maja 2019         | 25 maja 2019         |

## Sezon 3 (2019-2020)
| Nr | #  | Tytuł                                            | Reżyseria           | Scenariusz             | Premiera w CW        | Premiera w Netflix |
| -- | -- | ------------------------------------------------ | ------------------- | ---------------------- | -------------------- | ------------------ |
| 45 | 1  | Guilt Trip to Alaska                             | Michael A. Allowitz | Josh Reims             | 11 października 2019 |                    |
| 46 | 2  | Caution Never Won A War                          | Melanie Mayron      | David M. Israel        | 18 października 2019 |                    |
| 47 | 3  | Wild Ghost Chase                                 | Jeff Byrd           | Christopher Fife       | 25 października 2019 |                    |
| 48 | 4  | Something Desperate                              | Kenny Leon          | Jenna Richman          | 1 listopada 2019     |                    |
| 49 | 5  | Mother? I'm at La Mirage                         | Brandi Bradburn     | Liz Sczudlo            | 8 listopada 2019     |                    |
| 50 | 6  | A Used Up Memory                                 | Matt Earl Beesley   | Kevin A. Garnett       | 15 listopada 2019    |                    |
| 51 | 7  | Shoot from the Hip                               | Geoff Shotz         | Paula Sabbaga          | 22 listopada 2019    |                    |
| 52 | 8  | The Sensational Blake Carrington Trial           | Melanie Mayron      | Francisca X. Hu        | 6 grudnia 2019       |                    |
| 53 | 9  | The Caviar, I Trust, Is Not Burned               | Jeff Byrd           | Aubrey Villalobos Karr | 17 stycznia 2020     |                    |
| 54 | 10 | What Sorrows Are You Drowning?                   | Pascal Verschooris  | Libby Wells            | 24 stycznia 2020     |                    |
| 55 | 11 | A Wound That May Never Heal                      | Brandi Bradburn     | Bryce Schramm          | 31 stycznia 2020     |                    |
| 56 | 12 | Battle Lines                                     | Matt Earl Beesley   | Christopher Fife       | 7 lutego 2020        |                    |
| 57 | 13 | You See Most Things in Terms of Black & White    | Heather Tom         | David M. Israel        | 21 lutego 2020       |                    |
| 58 | 14 | That Wicked Stepmother                           | Brandi Bradburn     | Garrett Oakley         | 28 lutego 2020       |                    |
| 59 | 15 | Up a Tree                                        | Andi Behring        | Jenna Richman          | 27 marca 2020        |                    |
| 60 | 16 | Is the Next Surgery on the House?                | Michael A. Allowitz | Liz Sczudlo            | 3 kwietnia 2020      |                    |
| 61 | 17 | She Cancelled...                                 | Pascal Verschooris  | Kevin A. Garnett       | 10 kwietnia 2020     |                    |
| 62 | 18 | You Make Being a Priest Sound Like Something Bad | Elodie Keene        | Aubrey Villalobos Karr | 17 kwietnia 2020     |                    |
| 63 | 19 | Robin Hood Rescues                               | Jeff Byrd           | Paula Sabbaga          | 1 maja 2020          |                    |
| 64 | 20 | My Hangover's Arrived                            | Gina Lamar          | Francisca X. Hu        | 8 maja 2020          |                    |